# Bubo insularis
Espèce
Bubo insularis est une espèce de rapace corso-sarde proche du Hibou grand-duc (Bubo bubo) mais aujourd'hui éteinte. Elle a vécu à l'époque de l'Holocène il y a 12 600 à 1 200 milliers d'années. C'est une espèce endémique de Corse et de Sardaigne.

## Étymologie
Le nom binominal Bubo insularis a été inventé par Cécile Mourer-Chauviré et Weesie en 1986. Le nom de genre "Bubo" est le même que celui d'espèces proches et l'épithète spécifique "insularis" vient de insulaire car cette espèce était isolée et endémique de Sardaigne.